# Nguyễn Thị Mộng Quỳnh
Nguyễn Thị Mộng Quỳnh (sinh ngày 11 tháng 05 năm 1998) là một vận động viên Taekwondo Việt Nam. Cô là thành viên đội tuyển Taekwondo Việt Nam

## Tiểu sử
Nguyễn Thị Mộng Quỳnh học taekwondo vào năm 7 tuổi với mục tiêu rèn luyện sức khỏe.
Năm lớp 3, dù mới tập luyện được một năm, Quỳnh đã được thầy cử đi thi giải taekwondo dành cho học sinh của quận. Ngay ở lần thi đầu tiên này cô đã giành huy chương vàng. Mộng Quỳnh sau đó được đưa đến Trung tâm thể dục thể thao của Quận huấn luyện để đi thi cấp thành phố và cô lại giành huy chương vàng ngay lần thử sức đầu tiên. 
Hai năm liên tiếp sau đó, khi còn là học sinh tiểu học, Quỳnh giành đủ các thể loại huy chương từ vàng, bạc, đồng cấp thành phố. Tới năm lớp 6 nữ sinh này được Trung tâm huấn luyện và thi đấu TP HCM gọi lên tập trung để bắt đầu ra đấu trường quốc gia và sau đó mang về không ít huy chương cho thành phố. 

## Sự nghiệp
Kiện tướng quốc tế môn Taekwondo 4 năm liên tiếp 2013-2016,
01 Huy chương Vàng và 01 Huy chương Bạc tại Giải trẻ vô địch Taekwondo Thế giới năm 2014 tại Mexico, Huy chương Bạc nội dung cá nhân Nữ quyền Sáng tạo, Huy chương Vàng nội dung Đôi nam nữ U-17 Giải vô địch Taekwondo trẻ và Cadet Châu Á năm 2015 tại Đài Loan, 04 Huy chương Vàng Giải Vô địch Taekwondo câu lạc bộ quốc tế các năm 2012, 2013, 2014 và 2015. Huy chương Vàng Giải quốc tế Vô địch Pháp mở rộng năm 2016. 
Ngày 12 tháng 5 năm 2023 ở chung kết nội dung quyền sáng tạo đồng đội, Nguyễn Ngọc Minh Hy, Nguyễn Thị Mộng Quỳnh, Hứa Văn Huy, Châu Tuyết Vân, Trần Đăng Khoa đã giành huy chương vàng tại SEA Games 32 

## Thành tích nổi bật

### Thể thao
| Năm  | Giải đấu                                      | Nơi diễn ra | Thành tích      | Nguồn |
| ---- | --------------------------------------------- | ----------- | --------------- | ----- |
| 2012 | Giải Vô địch Taekwondo câu lạc bộ quốc tế     | Indonesia   | Huy chương vàng | [ 1 ] |
| 2013 | Giải vô địch taekwondo trẻ châu Á             | Indonesia   | Huy chương vàng | [ 1 ] |
| 2013 | Giải vô địch taekwondo các Câu lạc bộ quốc tế | Indonesia   | Huy chương vàng | [ 1 ] |
| 2014 | Giải Vô địch Taekwondo câu lạc bộ quốc tế     |             | Huy chương vàng | [ 1 ] |
| 2014 | Giải trẻ vô địch Taekwondo Thế giới           | Mexico      | Huy chương vàng | [ 1 ] |
| 2014 | Giải trẻ vô địch Taekwondo Thế giới           | Mexico      | Huy chương Bạc  | [ 1 ] |
| 2015 | Giải Vô địch Taekwondo câu lạc bộ quốc tế     |             | Huy chương vàng | [ 1 ] |
| 2015 | Giải Taekwondo trẻ                            | Đài Loan    | Huy chương vàng | [ 1 ] |
| 2015 | Giải Cadet châu Á                             | Đài Loan    | Huy chương vàng | [ 1 ] |
| 2016 | Giải quốc tế Vô địch Pháp mở rộng             | Pháp        | Huy chương vàng | [ 1 ] |
| 2019 | Đại hội Thể thao Đông Nam Á 2019              | Philippines | Huy chương vàng | [ 4 ] |
| 2023 | SEA Games 32                                  | Campuchia   | Huy chương vàng | [ 3 ] |